# Луцій Корнелій Сципіон (квестор)
Луцій Корнелій Сципіон (лат. Lucius Cornelius Scipio; 197 до н. е. — 164 до н. е.) — політичний діяч Римської республіки, квестор 167 року до н. е.

## Життєпис
Походив з патриціанського роду Корнеліїв, його гілки Сципіонів. Син Луція Сципіона Азіатіка, консула 190 року до н. е.
У 168 році до н. е. обіймав посаду військового трибуна. У 167 році до н. е. став квестором. Під час своєї каденції їздив до Капуї зустрічати прибулого царя Віфінії Прусія II, згодом супроводжував його до Риму.

## Родина
- Луцій Корнелій Сципіон
- Публій Корнелій Сципіон Азіатік Комат